# Лодер, Курт
Кёртис «Курт» Лодер (англ. Kurtis "Kurt" Loder, род. 5 мая 1945, Ошен-Сити, Нью-Джерси, США) — американский кинокритик, писатель, колумнист и телеведущий. В 1980-х был редактором журнала Rolling Stone, впоследствии заслужив статус «легендарного» сотрудника этого издания. Помимо этого печатался в таких популярных американских СМИ, как Reason, Esquire, New York Magazine, Details и Time. Наиболее известен как ведущий телепередачи MTV News, начиная с конца 1980-х годов, а также благодаря участию в других телевизионных проектах этого телеканала. За счёт широкой медийной популярности снялся в небольших ролях в нескольких фильмах и телесериалах. Начиная с 2016 года ведёт собственное шоу, True Stories, на радио Sirius XM.

## Биография
Лодер родился в городе Ошен-Сити, штат Нью-Джерси. В 1963 году он окончил местную среднюю школу, после этого отучившись два года в колледже, который, по его словам, «просто ненавидел». После учёбы Лодер был призван в американскую армию, а отслужив, он поступил в школу журналистики.

## Карьера
По словам Лодера он «просто попал в сферу деятельности, которая была ему по душе, и весь его опыт изучения журналистики составляет всего четыре недели… Вот и всё. Ни дня больше. Вы можете изучить журналистику за четыре недели. Это не слишком сложная вещь. На самом деле, это очень, очень просто».
Следующие несколько лет Лодер прожил в Европе, занимаясь тем, что позже назвал «бульварной прессой». В конце 1972 года он вернулся в Нью-Джерси и начал работать в местной газете, а затем в местном журнале, которым руководила сестра известного городского писателя Гэя Талезе. Летом 1976 года он ушел работать в бесплатный лонг-айлендский рок-еженедельник Good Times, получая зарплату 200 долларов в неделю.
После знакомства с «музыкальным гиком» Дэвидом Фрике, «мы практически каждый вечер начали ездить вдвоём на Манхэттен, чтобы окунуться в стремительно набирающее популярность панковское движение клубов CBGB, Max’s и других местных музыкальных заведений. К счастью, наши жёны относились к этому с пониманием. Я имею в виду, что мы могли находиться там до четырех утра наблюдая все эти драки, массовые наркотические трипы и выступления групп с такими названиями, как Blinding Headache, выступавшие для аудитории из трех человек, из которых двумя были мы. Пожалуй, я не в состоянии точно передать, насколько замечательными были те дни».
В 1978 году они устроились работать в журнал Circus и переехали на Манхэттен. Лодер стал одним из официальных редакторов журнала. Внутреннее устройство издания отличалось весёлой, непринужденной атмосферой, сами сотрудники считали себя вторым-третьим эшелоном в музыкальной журналистике. Позже Лодер заявил, что «всё, что, как говориться, „происходило“ в коммерческой поп-музыке, было… на обложке „Circus“. Диско? Займёмся этим. Мода подростков на оголённых по пояс звёзд на постерах? Напечатаем их на обложке… так сказать, пылкий энтузиазм возмужавших юношей к картинкам. И конечно металл, который был буквально нашей пищей, кормушкой». Журналист также отмечал, что «заранее было предопределено, что написание каких-либо амбициозного текста, о новых группах, вызывающих какое-либо реальное волнение или интерес [публики], может появиться в журнале только по чистой случайности». Работая в Circus Лодер недолгое время экспериментировал с ингаляционными наркотическими препаратами; однако вскоре прекратил это, однажды почувствовав «хлещущую» из носа кровь, на ничего не чувствующем лице.
В мае 1979 года Лодер начал свою карьеру в Rolling Stone, которая продлилась 9 лет. Портал RockCritics.com назвал его «одним из самых талантливых и плодовитых авторов журнале». В свою очередь, редакция журнала Reason назвала его статус в журнале «легендарным». Во время работы в Rolling Stone Лодер выступил соавтором автобиографии Тины Тёрнер 1986 года «Я, Тина». Также он внес вклад в экранизацию биографического фильма о певице «На что способна любовь», став соавтором сценария.
В 1987 году Лодер был приглашён на MTV в качестве ведущего главной новостной передачи телеканала The Week in Rock. Впоследствии её расширили и переименовали в MTV News, в котором он был ведущим и корреспондентом. Лодер был одним из первых, кто сообщил о смерти Курта Кобейна; он прервал трансляцию, чтобы сообщить зрителям, что Кобейн был найден мертвым. В 1990 году Лодер выпустил сборник своих статей в Rolling Stone под названием Bat Chain Puller.
Лодер снялся в качестве самого себя в ситкоме «Кинан и Кел», а также в одном из эпизодов мультсериала «Симпсоны» под названием «That ’90s Show». Помимо этого, он появлялся в камео в ряде телевизионных шоу: «Подруги», «Дакмен», «Saturday Night Live» и «Портландия», а также в нескольких фильмах. Кроме того, Лодер был спародирован в эпизоде «Южного Парка» под названием «Тимми 2000».
В 2011 году издательство St. Martin’s Press опубликовало книгу Лодера «The Good, The Bad and the Godawful: 21st-Century Movie Reviews», в которой собраны его рецензии на фильмы, опубликованные на сайтах MTV.com и Reason.com.
Начиная с 2016 года Лодер ведёт собственное шоу музыкальное-ток-шоу под названием True Stories, на радиостанции Sirius XM.

## Личные взгляды

### Политика
Лодер называет себя как либертарианцем, резюмируя, что он за «свободную любовь и свободные рынки» В период правления Майкла Блумберга журналист неоднократно называл бывшего мэра Нью-Йорка «страшным парнем» и заявлял, что недоумевает, почему «люди до сих пор не подняли его на вилы». Также, Лодер выступал против переизбрания Джорджа Буша-старшего на президентских выборах 1992 года, по его мнению передача MTV News также внесла небольшой вклад в его проигрыш. Лодер считает, что его жизненные взгляды пришли из его детских переживаний: 
Я вырос на побережье Джерси, на маленьком барьерном острове. С одной стороны был атлантический океан — с другой залив. Там все ловили рыбу, моллюсков и вытаскивали крабов из бухты. Однажды мой брат сказал мне, что кто-то пришел из какого-то местного бюро — они измерили температуру воды, решив, что она слишком теплая, и в ней могут образоваться определенные бактерии, и есть шанс, что это может повредить моллюскам. И с этого момента никто больше не должен был вылавливать моллюсков из бухты. Но все это проигнорировали. И никто не умер. Это было до того, как правительство стало цепляться за подобные вещи. Так что я считаю, что это было довольно глупо.
В 1989 году на телевизионную программу Лодера пришёл фронтмен Skid Row Себастьян Бах в футболке с надписью «СПИД делает педиков мёртвыми» (англ. «AIDS Kills Fags Dead»). Лодер отреагировал на это статьей, в которой заявил: «в стране наполненной гомофобией, где Эксл Роуз владеет рестораном, а Public Enemy являются его посетителями, у нас появился новый помощник официанта». Бах счел слова Лодера «полнейшей чушью», заявив, что он надел эту футболку только чтобы немного обсохнуть и выступил решительно выступил против фигурирующего на ней лозунга, впоследствии публично извинившись за этот инцидент.
Лодер сильно критиковал документальный фильм Майкла Мура «Здравозахоронение», заявляя, что его материал «крайне фальсифицирован». По мнению журналиста: «Когда правительства пытаются регулировать баланс между ограниченной возможностью предложения медицинской помощи и неограниченным спросом на нее, оно неизбежно вынуждено ограничивать лечение».

### Медиа
Лодер определяет для себя понятие новостей как «всё, что интересно». Он критически относится к идее новой журналистики, утверждая, что она используется как оправдание для ленивой журналистики. Он считает, что новые технологии раздробили американскую культуру до такой степени, что никакой кинематографический или музыкальный успех не сможет объединить ее, как это было с прошлыми рок-группами, такими как The Beatles. Он также решительно поддерживает законы об авторских правах. Лодер считает себя сторонником новых медиа, несмотря на свою работу на MTV, однажды пошутив: «MTV является частью Viacom, которая контролируется Paramount, и так далее и тому подобное. Это империя зла».

Философия Лодера в отношении людей, о которых он пишет, такова: 
Тебе не следует заводить друзей [среди звёзд]. Не лучшая идея дружить с людьми, о которых ты пишешь. Просто нет смысла это делать. Это заманчиво, но они все равно не будут считать тебя своим другом. Они просто знают, что ты тот, кто может что-то для них сделать. Так не следует льстить себе, что они хотят быть вашим приятелем. Они не... Они хотят заполучить тебя по той или иной причине, и ты просто должен постоянно отбиваться от них. Также ты не сможешь критиковать звёзд, если состоишь с ними в дружеских отношениях. Как ты себе это представляешь? Это будет подло. Так что ты всегда должны иметь это в виду.